# Анналы Беневенто
Анналы Беневенто лат. Annales Beneventani — написанные неизвестным автором на латинском языке анналы монастыря святой Софии в Беневенто. Сохранились в трёх рукописях. Охватывают период с 788 по 1130 гг. Содержат сведения главным образом по истории Италии и Священной Римской империи.

## Издания
- Annales Beneventani // MGH, SS. Bd. III. Hannover. 1839, p. 173-185[2].

## Переводы на русский язык
- Анналы Беневенто в переводе Е. А. Хвалькова на сайте Восточная литература[3]